# Адольф фон Лютцов
Барон Людвіг Адольф Вільгельм фон Лютцов (нім. Ludwig Adolf Wilhelm Freiherr von Lützow, 18 травня 1782, Берлін — 6 грудня 1834) — німецький національний герой, барон, що очолив партизанську війну у тилу військ Наполеона, який окупував Німеччину.

## Життя
Людвіг Вільгельм Адольф фон Лютцов народився 18 травня 1782 року. Походив з мекленбурзького шляхетського роду фон Лютцов. Його батько, Адольф Йоганн фон Лютцов (1748—1819), був пруським генерал-майором. Мати — Вільгельміна фон Цастров (1754—1815).
Свою військову кар'єру Лютцов почав у прусській армії у віці тринадцяти років, коли був найнятий як приват-капрал до гренадерського батальйону в Потсдамі. 20 січня 1798 року він отримує звання лейтенанта, а вже 10 грудня 1800 року Лютцов отримує перше офіцерське звання молодшого лейтенанта. Будучи прихильником верхової їзди, Лютцов попросив про переведення до кавалерії. Прохання було задоволено: 31 грудня 1804 року Лютцова було переведено до кірасирського полку.
Під час битви під Єною та Ауерштедтом 14 жовтня 1806 року кірасирський полк було розбито. Його залишки серед котрих був поранений Лютцов втекли до фортеці Магдебург. Коли стало ясним, що фортеця Магдебург капітулює, Лютцов залишив фортецю та пробрався в обложений Кольберг, маючи на меті приєднатися до фрайкору Фердинанда фон Шилля. Після підписання мирного договору Лютцов був відзначений орденом «Pour le Mérite», званням штабс-капітана та командира ескадрону 2 Брандербурзького гусарського полку фон Шилля. Через поранення здоров'я Лютцова погіршується і він змушений взяти відставку у 1808 році.
Знаходячись у відставці Лютцов підтримує зв'язки з пруськими патріотами: головою суду Людвігом фон Вінком та радником бароном фон Штайн, що готували антифранцузьку змову. У 1809 році Лютцов разом зі свої братом Леопольдом бере участь в антифранцузькому повстанні майора Шилля. 5 травня 1809 року Лютцов був важко поранений у бою, а згодом представ перед пруським військовим трибуналом. Так як Лютцов жив на той час у Мекленбурзі та не перебував на пруській військовій службі, то трибунал не знайшов за ним провини.
20 березня 1810 року Лютцов одружується на Елізі Маргарет фон Алефельдт.
7 лютого 1811 року Лютцов відновлений на військовій службі в Пруссії. З 1 січня 1812 року Лютцову призначено фіксовану платню попри неучасть у військових діях. Гнейзенау планував, що у випадку загальнонімецького повстання Лютцов має очолити дії у Східній Фрисландії та частині Вестфалії. Це було підтверджено Шарнхорстом 9 лютого 1813 року в петиції до пруського короля, в котрій було підкреслено необхідність створення ландверу та призначення над ним здібних командирів.
Створений Лютцовим фрайкор став одним з найбільш відомих добровольчіх з'єднань часів Визвольної війни 1813—1814 років. Фрайкор Лютцова складався з понад 3000 добровольців, включав у свій склад піхоту, кавалерію та тірольських стрільців. Форма Фрайкору Лютцов — чорний мундир з червоним комірцем та золотими ґудзиками; в народі вояків Фрайкору Лютцов називали «чорними хмарами». Вояки Лютцова діяли переважно в тилу ворога. 17 червня 1813 року фрайкор Лютцова був атакований під Лейпцигом наполеонівською кіннотою. Лютцов та його помічник Теодор Кернер отримали важкі поранення і ледь відірвалися від перереслідування. Після 1813 року окремі частини фрайкору билися в Арденнах до 1814 року. На 23 березня 1815 року було утворено два полки з залишків Фрайкору Лютцова: полк піхоти Лютцов (1-й Рейнландський) та уланський полк під командуванням підполковника Лютцова . В кампанії 1815 року Лютцов вів кавалерійську бригаду, був поранений під час битви при Ліньї і потрапив у полон до французів.
Хоча добровольчі з'єднання на думку Генріха фон Трейчке не мали у військовому плані великого значення, однак, вони сприяли підйому німецького народу проти Наполеона.
За заслуги Лютцов отримав 3 жовтня 1815 року звання полковника та призначення командиром кавалерійської бригади в Мюнстері. 5 вересня 1818 року Лютцов став командиром 13-ї кавалерійської бригади в Торгау та звання генерал-майора 30 березня 1822 року.
Помер Лютцов 6 грудня 1834 року. Похований на Старому гарнізонному цвинтарі в Берліні.

## Пам'ять
На честь Адольфа фон Лютцова в Німецькій імперії було названо лінійний крейсер «Лютцов» (1913), а в Третьому рейху його ім'я отримав важкий крейсер «Лютцов» (1931) та 37-ма добровольча кавалерійська дивізія СС «Лютцов».

## Нагороди
- Орден Меча 2-го класу (Швеція)
- Медаль Ганзейського легіону
- Почесний громадянин міста Бремен (1816)

### Пруссія
- Pour le Mérite з дубовим листям
  - орден (1807)
  - дубове листя (1815)
- Орден Червоного орла 2-го класу із зіркою і дубовим листям
- Залізний хрест 2-го і 1-го класу
- Пам'ятна військова медаль 1813/14
- Хрест «За вислугу років» (Пруссія)

### Російська імперія
- Орден Святого Володимира 4-го і 3-го ступеня
- Орден Святої Анни 2-го ступеня